# Bahnstrecke Beroun–Rakovník
| Kursbuchstrecke (SŽ): | 174                  |                                                      |                                                      |
| Streckenlänge: | 42,321 km            |                                                      |                                                      |
| Spurweite: | 1435 mm (Normalspur) |                                                      |                                                      |
| Streckenklasse: | C3                   |                                                      |                                                      |
| Maximale Neigung: | 10 ‰                 |                                                      |                                                      |
| Minimaler Radius: | 200 m                |                                                      |                                                      |
| Streckengeschwindigkeit: | 70 km/h              |                                                      |                                                      |
| |                      |                                                      |                                                      |
| \| \| \| von Furth im Wald (vorm. BWB) \| \| \| \| 0,000 \| Beroun früher Beraun \| 221 m \| \| \| \| nach Praha-Smíchov (vorm. BWB) \| \| \| \| \| Berounka (230 m) \| \| \| \| \| Inundationsbrücke (30 m) \| \| \| \| 1,288 \| Beroun-Závodí früher Beraun-Závodí \| Beroun-Závodí früher Beraun-Závodí \| \| \| \| nach Rudná u Prahy \| \| \| \| 5,718 \| Hýskov früher Althütten \| 229 m \| \| \| 9,484 \| Nižbor früher Neuhütten \| 232 m \| \| \| \| Berounka (185 m) \| \| \| \| 13,054 \| Žloukovice \| Žloukovice \| \| \| 15,826 \| Račice nad Berounkou \| Račice nad Berounkou \| \| \| 18,345 \| Zbečno \| 235 m \| \| \| 21,290 \| Újezd nad Zbečnem \| Újezd nad Zbečnem \| \| \| \| Stříbrný (34,95 m) \| \| \| \| 26,262 \| Roztoky u Křivoklátu früher Pürglitz \| Roztoky u Křivoklátu früher Pürglitz \| \| \| \| Berounka (190 m) \| \| \| \| \| Nad Budy (234 m) \| \| \| \| 28,219 \| Křivoklát früher Burg Pürglitz \| 255 m \| \| \| \| Pod královskou pěšinkou (Königsteigtunnel; 154,47 m) \| \| \| \| \| Pod Basou (217 m) \| \| \| \| 29,942 \| Městečko u Křivoklátu früher Stadtl \| 266 m \| \| \| \| Rakovnický potok (58 m) \| \| \| \| \| Rakovnický potok (63 m) \| \| \| \| 33,489 \| Pustověty \| Pustověty \| \| \| \| Rakovnický potok (61 m) \| \| \| \| 35,790 \| Lašovice früher Laschowitz \| Lašovice früher Laschowitz \| \| \| \| Chlumský (79 m) \| \| \| \| 38,115 \| Chlum u Rakovníka \| Chlum u Rakovníka \| \| \| \| von Lužná u Rakovníka (vorm. BEB) \| \| \| \| 42,321 \| Rakovník früher Rakonitz \| 323 m \| \| \| \| nach Bečov nad Teplou und nach Mladotice \| \| \| \| \| nach Louny (vorm. Eisenbahn Rakonitz–Laun) \| \| \| \| \| \| \| \| Quellen: [1][2] \| \| \| \| |                      |                                                      |                                                      |
| Strecke |                      | von Furth im Wald (vorm. BWB)                        | von Furth im Wald (vorm. BWB)                        |
| Bahnhof | 0,000                | Beroun früher Beraun                                 | 221 m                                                |
| Abzweig geradeaus und nach rechts |                      | nach Praha-Smíchov (vorm. BWB)                       | nach Praha-Smíchov (vorm. BWB)                       |
| Brücke |                      | Berounka (230 m)                                     | Berounka (230 m)                                     |
| Brücke |                      | Inundationsbrücke (30 m)                             | Inundationsbrücke (30 m)                             |
| Bahnhof | 1,288                | Beroun-Závodí früher Beraun-Závodí                   | Beroun-Závodí früher Beraun-Závodí                   |
| Abzweig geradeaus und nach rechts |                      | nach Rudná u Prahy                                   | nach Rudná u Prahy                                   |
| Bahnhof | 5,718                | Hýskov früher Althütten                              | 229 m                                                |
| Bahnhof | 9,484                | Nižbor früher Neuhütten                              | 232 m                                                |
| Brücke |                      | Berounka (185 m)                                     | Berounka (185 m)                                     |
| Haltepunkt / Haltestelle | 13,054               | Žloukovice                                           | Žloukovice                                           |
| Haltepunkt / Haltestelle | 15,826               | Račice nad Berounkou                                 | Račice nad Berounkou                                 |
| Bahnhof | 18,345               | Zbečno                                               | 235 m                                                |
| Haltepunkt / Haltestelle | 21,290               | Újezd nad Zbečnem                                    | Újezd nad Zbečnem                                    |
| Tunnel |                      | Stříbrný (34,95 m)                                   | Stříbrný (34,95 m)                                   |
| Bahnhof | 26,262               | Roztoky u Křivoklátu früher Pürglitz                 | Roztoky u Křivoklátu früher Pürglitz                 |
| Brücke |                      | Berounka (190 m)                                     | Berounka (190 m)                                     |
| Tunnel |                      | Nad Budy (234 m)                                     | Nad Budy (234 m)                                     |
| Haltepunkt / Haltestelle | 28,219               | Křivoklát früher Burg Pürglitz                       | 255 m                                                |
| Tunnel |                      | Pod královskou pěšinkou (Königsteigtunnel; 154,47 m) | Pod královskou pěšinkou (Königsteigtunnel; 154,47 m) |
| Tunnel |                      | Pod Basou (217 m)                                    | Pod Basou (217 m)                                    |
| Bahnhof | 29,942               | Městečko u Křivoklátu früher Stadtl                  | 266 m                                                |
| Brücke |                      | Rakovnický potok (58 m)                              | Rakovnický potok (58 m)                              |
| Brücke |                      | Rakovnický potok (63 m)                              | Rakovnický potok (63 m)                              |
| Haltepunkt / Haltestelle | 33,489               | Pustověty                                            | Pustověty                                            |
| Brücke |                      | Rakovnický potok (61 m)                              | Rakovnický potok (61 m)                              |
| Bahnhof | 35,790               | Lašovice früher Laschowitz                           | Lašovice früher Laschowitz                           |
| Tunnel |                      | Chlumský (79 m)                                      | Chlumský (79 m)                                      |
| Haltepunkt / Haltestelle | 38,115               | Chlum u Rakovníka                                    | Chlum u Rakovníka                                    |
| Abzweig geradeaus und von rechts |                      | von Lužná u Rakovníka (vorm. BEB)                    | von Lužná u Rakovníka (vorm. BEB)                    |
| Bahnhof | 42,321               | Rakovník früher Rakonitz                             | 323 m                                                |
| Abzweig geradeaus und nach links |                      | nach Bečov nad Teplou und nach Mladotice             | nach Bečov nad Teplou und nach Mladotice             |
| Strecke |                      | nach Louny (vorm. Eisenbahn Rakonitz–Laun)           | nach Louny (vorm. Eisenbahn Rakonitz–Laun)           |
| |                      |                                                      |                                                      |
| Quellen: |                      |                                                      |                                                      |

Die Bahnstrecke Beroun–Rakovník ist eine Nebenbahn („regionální dráha“) und frühere Hauptbahn („celostátní dráha“) in Tschechien, die ursprünglich vom österreichischen Staat als Teil der Rakonitz–Protivíner Bahn erbaut wurde. Sie verläuft von Beroun (Beraun) nach Rakovník (Rakonitz).

## Geschichte
Die Bahnstrecke Beroun–Rakovník war ursprünglich ein Teilstück der sogenannten Böhmischen Südwestbahn von Liebenau nach Kuschwarda. Am 8. Oktober 1872 erhielten Joseph Adolph Fürst und Erbprinz zu Schwarzenberg, Edmund Graf Hartig, Hyronymus Graf Mannsfeld und Franz Tschinkel die Konzession zum Bau und Betrieb einer Eisenbahn von Liebenau über Böhmisch-Leipa, Leitmeritz, Postelberg, Rakonitz, Beraun, Przibram, Brzesnitz und nach Pisek zum Anschlusse an die Kaiser Franz-Josephsbahn in Račic oder Protivín nebst Flügelbahnen von Postelberg nach Komotau, von Reichstadt oder Böhmisch-Leipa in der Richtung über Zwickau und Gabel gegen Zittau und von Brzesnitz über Strakonitz, Wollin und Winterberg bis an die böhmisch-bayerische Gränze bei Kuschwarda mit der Richtung gegen Passau. Die finanziellen Folgen der Wirtschaftskrise von 1873 ließen dieses Projekt jedoch scheitern.
In dieser Situation ergriff der österreichische Staat selbst die Initiative und ließ die Teilstrecke Rakonitz–Protivín auf Staatskosten ausführen. In Rakonitz entstand ein neuer Bahnhof, in den auch die bisher östlich der Stadt endende Strecke der Buschtěhrader Eisenbahn von Lužna-Lischan mit eingebunden wurde. Am 30. April 1876 wurde die Strecke eröffnet. Die neue Strecke erschloss das Kohlevorkommen des Rakonitzer Beckens sowie die Fürstenbergschen und Lobkowitzschen Wälder, sie erleichterte den An- und Abtransport von Gütern für die Eisenwerke in Alt- und Neuhütten sowie für die Fürstenbergschen Eisenwerke in Roztoky.

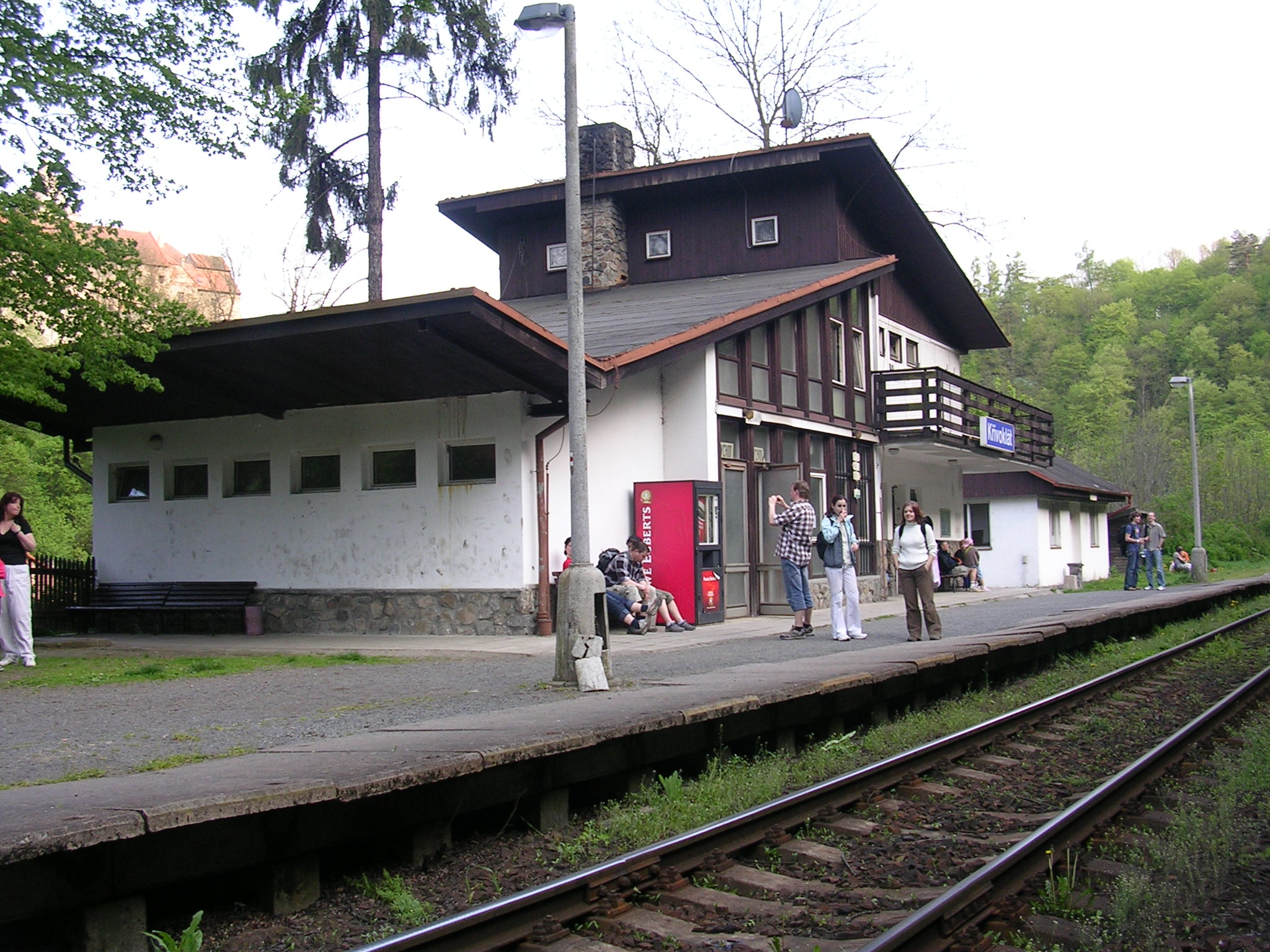
Haltestelle Křivoklát (2008)

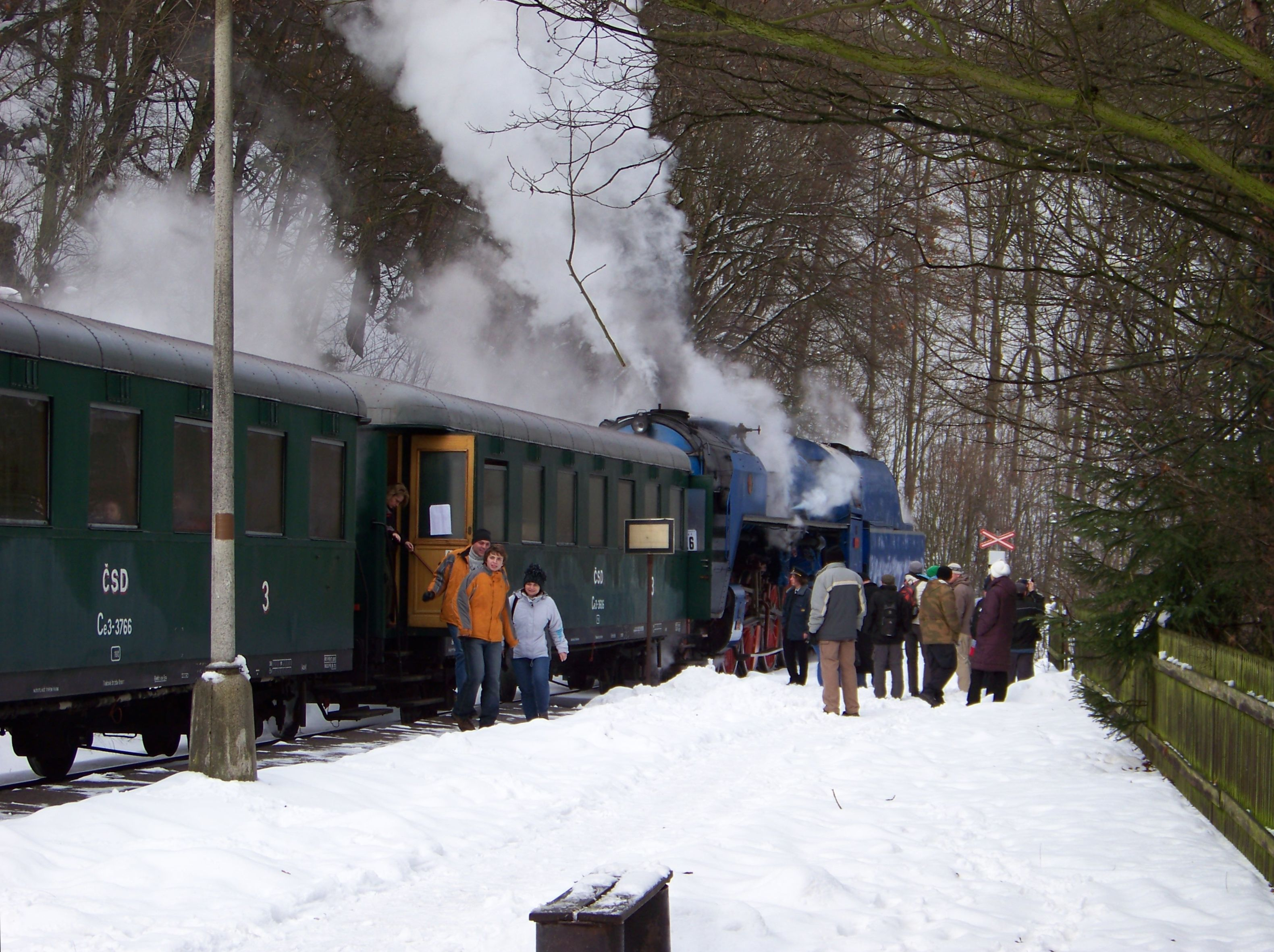
Křivoklát-Express (2010)

Im Jahr 1912 wies der Fahrplan täglich vier Personenzüge 2. und 3. Klasse aus, die zum Teil von und nach Laun durchgebunden waren. Sie benötigten für die 44 Kilometer lange Strecke Beraun–Rakonitz etwa eine Stunde und 20 Minuten. Ein weites Zugpaar diente sonn- und feiertags dem Ausflugsverkehr.
Nach dem für Österreich-Ungarn verlorenen Ersten Weltkrieg kam die Strecke zu den neu gegründeten Tschechoslowakischen Staatsbahnen (ČSD). Ab Mitte der 1930er Jahre kamen im Reisezugverkehr moderne Motorzüge zum Einsatz, die eine signifikante Verdichtung des Fahrplanes ermöglichten. Der Winterfahrplan von 1937/38 verzeichnete zehn tägliche Personenzugpaare, von denen sechs als Motorzug verkehrten. Hinzu kam an Sonntagen im Sommerhalbjahr ein Personenzug von Praha-Smíchov nach Rakovník, der dem Ausflugsverkehr diente. Nur noch zwei Züge verkehrten im Durchlauf von und nach Louny.
Im Zweiten Weltkrieg lag die Strecke zur Gänze im Protektorat Böhmen und Mähren. Betreiber waren jetzt die Protektoratsbahnen Böhmen und Mähren (ČMD-BMB). Am 9. Mai 1945 kam die Strecke wieder vollständig zu den ČSD.
Als Neuerung verkehrte ab 1951 ein mit Triebwagen geführter Schnellzug zwischen Most und České Budějovice, der die Strecke Rakovník–Beroun ohne Zwischenhalt in 41 Minuten bewältigte. Diese direkte Zugverbindung zwischen Nord- und Südböhmen wurde erst 2009 wieder aufgegeben.
Am 1. Januar 1993 ging die Strecke im Zuge der Auflösung der Tschechoslowakei an die neu gegründeten České dráhy (ČD) über. Seit 2003 gehört sie zum Netz des staatlichen Infrastrukturbetreibers Správa železniční dopravní cesty (SŽDC).
Im Fahrplan 2012 verkehren Personenzüge in einem angenäherten Zweistundentakt. Weitere Züge verdichten den Fahrplan werktags zu einem teilweisen Stundentakt. Eine Besonderheit im Fahrplan ist der aus historischen Eisenbahnfahrzeugen gebildete Ausflugszug „Křivoklát-Express“. Er verkehrt an bestimmten Feiertagen zwischen Praha-Smíchov, Křivoklát, Rakovník und Lužná u Rakovníka.

## Fahrzeugeinsatz

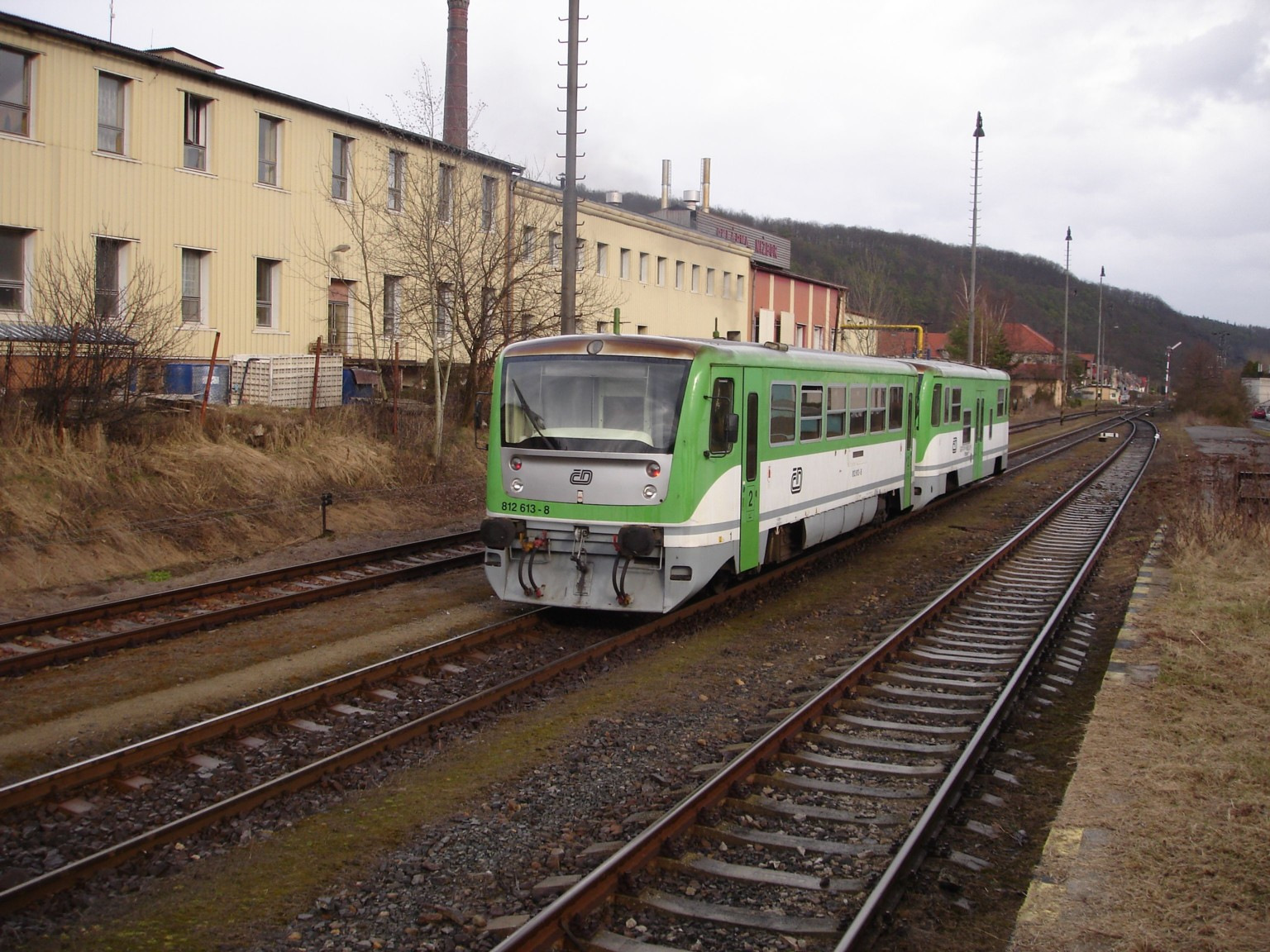
Triebwagen der ČD-Baureihe 812 in Nižbor (2010)

Heute wird der Reisezugverkehr mit den Triebwagen der ČD-Baureihe 810 und ČD-Baureihe 814 abgewickelt. Zeitweise kam auch der Prototyp ČD-Baureihe 812 „Esmeralda“ zum Einsatz.